# Елверта (Каліфорнія)
Елверта (англ. Elverta) — переписна місцевість (CDP) в США, в окрузі Сакраменто штату Каліфорнія. Населення — 5435 осіб (2020).

## Географія
Елверта розташована за координатами 38°43′6″ пн. ш. 121°26′44″ зх. д. / 38.71833° пн. ш. 121.44556° зх. д. (38.718464, -121.445475).  За даними Бюро перепису населення США в 2010 році переписна місцевість мала площу 22,90 км², уся площа — суходіл.

## Демографія
Згідно з переписом 2010 року, у переписній місцевості мешкали 5492 особи в 1741 домогосподарстві у складі 1377 родин. Густота населення становила 240 осіб/км².  Було 1839 помешкань (80/км²).
Расовий склад населення:
| - 81,1 % — білих - 3,8 % — азіатів - 2,1 % — чорних або афроамериканців - 1,4 % — корінних американців - 0,9 % — вихідців з тихоокеанських островів - 5,5 % — осіб інших рас |

До двох чи більше рас належало 5,2 %. Частка іспаномовних становила 15,6 % від усіх жителів.
За віковим діапазоном населення розподілялося таким чином: 25,3 % — особи молодші 18 років, 64,1 % — особи у віці 18—64 років, 10,6 % — особи у віці 65 років та старші. Медіана віку мешканця становила 38,6 року. На 100 осіб жіночої статі у переписній місцевості припадало 101,0 чоловіків;  на 100 жінок у віці від 18 років та старших — 97,8 чоловіків також старших 18 років.
Середній дохід на одне домашнє господарство  становив 72 971 долар США (медіана — 60 096), а середній дохід на одну сім'ю — 72 193 долари (медіана — 60 529). Медіана доходів становила 46 534 долари для чоловіків та 37 250 доларів для жінок. За межею бідності перебувало 7,6 % осіб, у тому числі 10,7 % дітей у віці до 18 років та 4,4 % осіб у віці 65 років та старших.
Цивільне працевлаштоване населення становило 2615 осіб. Основні галузі зайнятості: освіта, охорона здоров'я та соціальна допомога — 16,6 %, будівництво — 14,6 %, роздрібна торгівля — 13,0 %.